# Aurora Fútbol Club
Maillots
L'Aurora Fútbol Club est un club de football guatémaltèque basé à Guatemala.

## Palmarès
- Championnat du Guatemala (8) :
  - Champion : 1965, 1967, 1968, 1975, 1978, 1984, 1986, 1993
  - Vice-champion : 1969, 1970, 1971, 1971, 1973, 1974, 1987, 1988, 1995, 1997

- Copa Interclubes UNCAF (2) :
  - Vainqueur : 1976, 1979
  - Finaliste : 1972, 1975, 1983

- Coupe des vainqueurs de coupe de la CONCACAF :
  - Finaliste : 1994